# مهرجان تشينغمينغ
مهرجان تشينغمينغ أو تشينغ مينغ، المعروف أيضا باسم يوم كنس المقابر في اللغة الإنجليزية (وتسمى أيضا في بعض الأحيان يوم ذكرى الصين أو يوم الأجداد)، هو مهرجان صيني تقليدي. فإنه يقع في اليوم الأول من الفصل الشمسي الخامس من التقويم الشمسي القمري الصيني التقليدي. هذا يجعله 15 يوم بعد الاعتدال الربيعي، إما 4 أو 5 نيسان / أبريل في سنة معينة. خلال مهرجان تشنغ مينغ تقوم الأسر بزيارة قبور أسلافهم لتنظيف المقابر والدعاء لهم، واداء طقوس القرابين. الطقوس عادة ما تشمل الوجبات التقليدية وحرق بخورا وجوس الورق.
احتفل الصينيون بمهرجان تشينغمينغ لأكثر من 2500 عام. أصبحت عطلة رسمية في البر الرئيسي للصين في عام 2008. في تايوان، كانت الأعياد العامة في الماضي تراقب في 5 أبريل لتكريم وفاة تشيانغ كاي شيك في ذلك اليوم في عام 1975، ولكن مع خروج حزب تشيانج من السلطة حاليًا، لا يتم احترام هذه الاتفاقية. في البر الرئيسي، ترتبط العطلة باستهلاك qingtuan ، الزلابية الخضراء المصنوعة من الأرز اللزج وعشب الشعير. في تايوان، يتم استهلاك حلواني مشابه (يعرف باسم caozaiguo أو shuchuguo). ويلاحظ في عطلة مماثلة في جزر ريوكيو، ودعا Shīmī في اللغة المحلية.

## الأصل
نشاء المهرجان من الطعام البارد أو مهرحان هانشي الذي تذكرت جي زيتوي، نبيل من ولاية جين (تعرف حديثا باسم شانشي) خلال فترة الربيع والخريف. وسط اضطرابات لى جى، وتبع سيده تشونغ قير في عام 655 ق.م إلى المنفى بينقبائل بي دي وحول الصين. من المفترض أنه قام حتى بتقطيع اللحم من فخذه ليقدم له سيده حساءًا. في عام 636 ق.م. غزا الدوق مو تشين جين وتوج ب تشونغ قير كدوق له، حيث كان كريما في مكافأة أولئك الذين ساعدوه في وقت حاجته. ولكن بسبب إيمانه الشديد أو إهمال الدوق، فقد مر جي منذ فترة طويلة. تقاعد في النهاية إلى الغابة حول جبل ميان مع والدته المسنة. ذهب الدوق إلى الغابة في 636 ق. ق لكن لم يستطع العثور عليها. ثم أمر رجاله بإشعال النار في الغابة لإجبار جي على الخروج. عندما قُتل جي وأمه بدلاً من ذلك، تم التغلب على الدوق بالندم وأقام معبدًا تكريماً له. وفي وقت لاحق، كان الناس في شانشي يقدسون جي كخالد و تجنبوا اشعال الحرائق لمدة شهر في قسوة الشتاء، وهي ممارسة مدمرة للأطفال وكبار السن لدرجة أن حكام المنطقة حاولوا دون جدوى منعها لعدة قرون. تم التوصل في النهاية إلى حل وسط حيث اقتصر على ثلاثة أيام حول فترة تشينغمينغ الشمسية في منتصف الربيع.
يرجع الفضل في الأهمية الحالية للعطلة إلى الإمبراطور شوانزونغ تانغ. وبحسب ما ورد المواطنين الأثرياء في الصين تحتجز العديد من الاحتفالات باهظة ومكلفة بشكل متفاخر تكريما أسلافهم. في عام 732، وسعي شوانزونغ للحد من هذه الممارسة من خلال الإعلان عن أن مثل هذه الاحتفالات يمكن أن تقام رسميا مرة واحدة فقط في السنة، في مهرجان تشينغ مينغ.

## الاحتفال
.

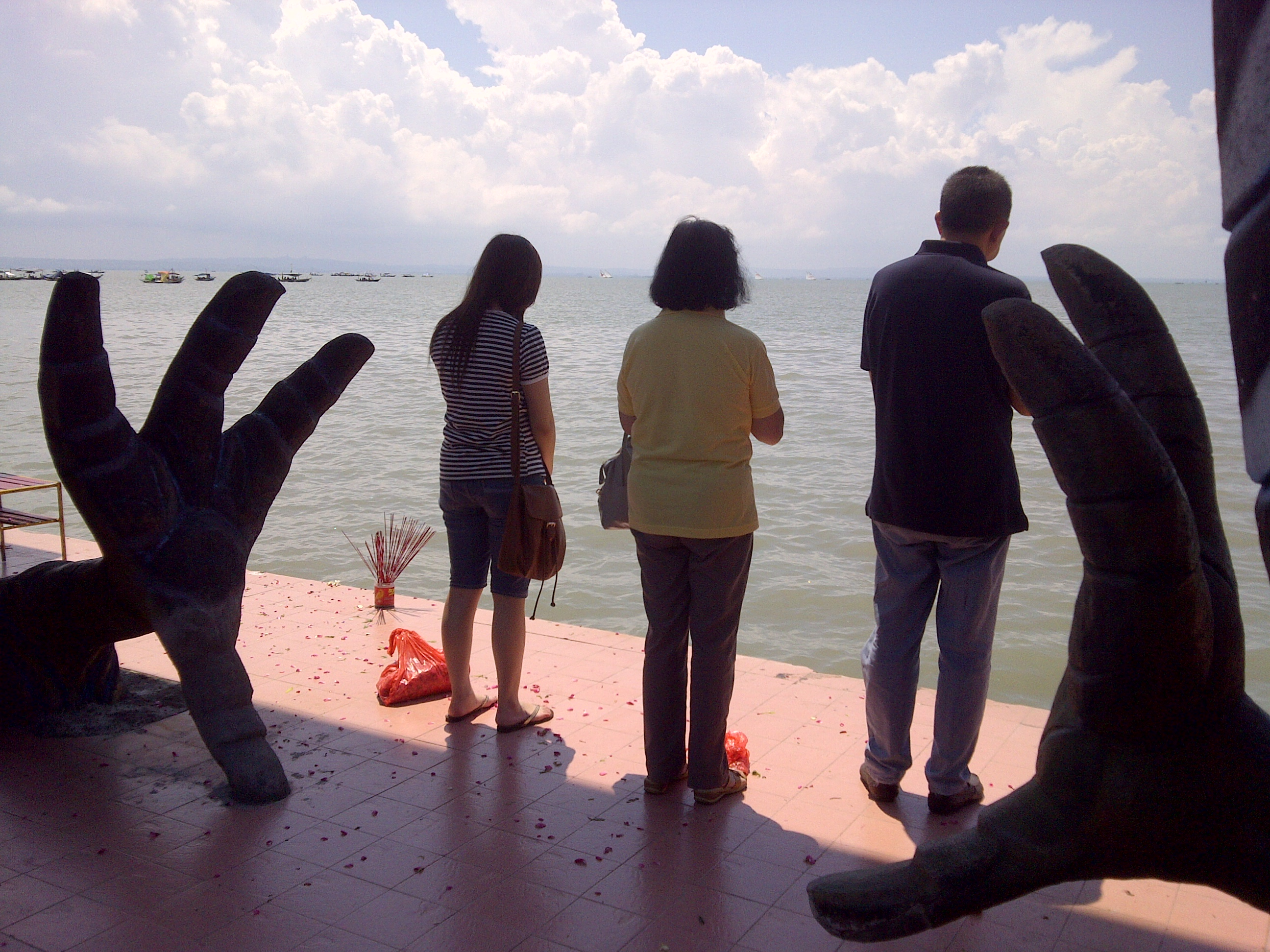
أسرة صينية إندونيسية تصلّي لأهلها المتوفين في مهرجان تشينغمينغ عام 2013 تحت بوابة السماء في سانجار آغونغ

مهرجان تشينغمينغ هو عندما يزور الصينيون تقليديا المقابر لاكتساح شواهد القبور. وقد تم هذا التقليد بتشريع من قبل الأباطرة الذين بنوا شواهد قبور الإمبراطورية المهيبة لكل سلالة. على مدار أكثر من 5000 عام، الإمبرياليون الصينيون، النبلاء، التجار والفلاحين على حد سواء قد تجمعوا معا لتذكر حياة الفقيد، وزيارة القبور طقوس الأبناء الكونفوشيوسية عن طريق تنظيف مقابرهم، أو لزيارة أماكن الدفن أوالمقابر أو في المدن الحضرية الحديثة مدينة كولومباريا لأداء لأعمال الأرضية والصيانة، والالتزام بالصلاة من اجل أسلافهم في المفهوم الصيني الفريد للحياة الآخرة وتقديم ذكريات أجدادهم لأقارب الدم، وأقاربهم وجيرانهم.
مهرجان تشينغمينغ هو إحياء لذكرى حياة الفقيد في مجموعة معقدة من الطقوس التي غالباً ما يتم ترجمتها في الغرب باسم عبادة الأسلاف في الواقع، هو شكل الكونفوشيوسية من الاحترام بعد الوفاة والتقوى الأبويو تكون مقدمة لأسلاف الشخص الصيني و / أو قريب / ة / و / أو الوالد / الأم. لا يصلي جميع الأشخاص الصينيين مباشرة لأسلافهم بروح الأسلاف، ولكنهم جميعا يراقبون طقوس تشينغ مينغ.
يركع الصغار والكبار على حد سواء لتقديم الصلوات أمام شواهد الأسلاف، وعرض حرق البخور في كل أشكاله، بخور العصي (جوس-ستيكس) والورق الفضي (جوس-بورد)، كنس المقابر وتقديم الطعام والشاي والنبيذ والعيدان، و/أو سكب السوائل في ذاكرة الأجداد. تبعاً لدين المراقبين، يصلي البعض إلى ألوهية أعلى لتكريم أسلافهم بينما يصلي آخرون مباشرة إلى روح الأجداد / الأسلاف.
هذه الطقوس لها تقاليد عريقة في آسيا، وخاصة بين الإمبراطوريات الذي يشرع فيها هذه الطقوس إلى شكل من أشكال الدين الوطني. فقد تم الحفاظ عليها بشكل خاص من قبل الفلاحين وهي الأكثر شعبية لدى المزارعين اليوم، الذين يعتقدون أن استمرار الاحتفالات سيضمن المحاصيل المثمرة القادمة من خلال استرضاء الأرواح في العالم الآخر.
تحظى الرموز الدينية للطقوس الطهارة، مثل فروع الرمان والصفصاف، بشعبية في هذا الوقت. بعض الناس يحملون فروع الصفصاف معهم على تشينغمينغ أو فروع الصفصاف العصا على بواباتهم و / أو الأبواب الأمامية. هناك أوجه تشابه لأوراق النخيل المستخدمة في نخيل الأحد في المسيحية. كلاهما طقوس دينية. وعلاوة على ذلك، فإن الاعتقاد هو أن فروع الصفصاف سوف تساعد في درء الأرواح غير المستقرة، والمضطربة والمقلقة، و / أو الأرواح الشريرة التي قد تتخبط في العوالم الأرضية على تشينغ مينغ.
بعد التجمع على تشينغمينغ لأداء الواجبات العشائرية والكونفوشيوسية في شواهد القبور والمقابر أو كولومباريا، يقضي المحتفلون بقية اليوم في نزهات العشائر أو العائلات، قبل أن يبدأوا الحرث في الربيع. وغالبًا ما يغنون ويرقصون. تشينغ مينغ أيضا هو الوقت الذي يبدأ فيه الأزواج الشباب تقليديا المغازلة. شيء آخر شائع القيام به هو أن تطير الطائرات الورقية في أشكال الحيوانات أو الشخصيات من. الأوبرا الصينية.ومن الممارسات الشائعة الأخرى حمل الأزهار بدلاً من حرق الورق أو البخور أو المفرقعات النارية.

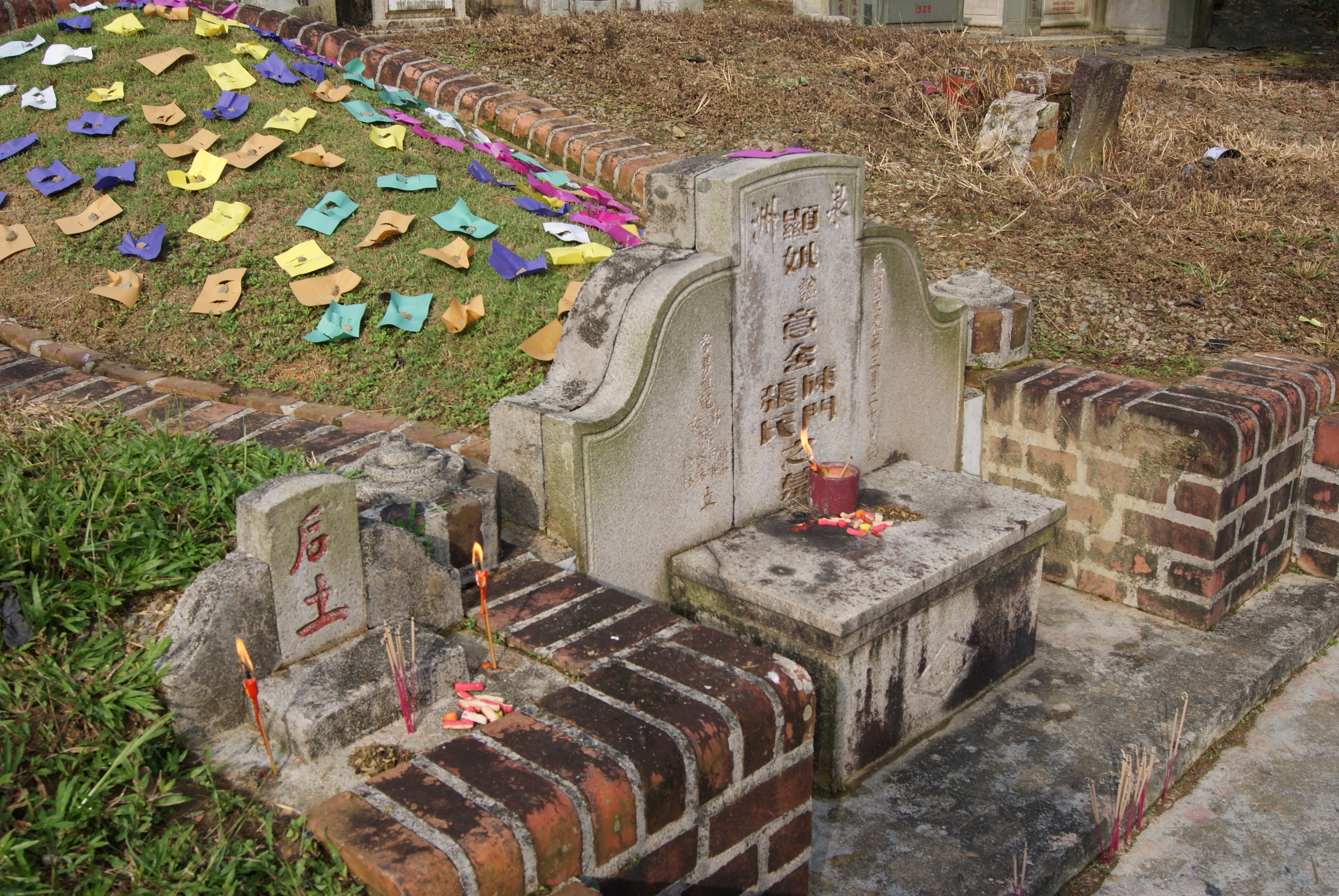
أوراق ملونة وضِعت على قبر خلال مهرجان تشينغمينغ ،مقبرة بوكيت براون، سنغافورة

إن المجتمعات المحلية للصينين في الخارج في جنوب شرق آسيا مثل سنغافورة وماليزيا يأخذون هذا المهرجان على محمل الجد ويلتزمون بتقاليده بدقة، على الرغم من عدم وجود صفة رسمية لهذا المهرجان في بلادهم. وترجع بعض طقوس التشينغمينغ واداب تبجيل الأجداد التي يتبعها الصينيين في ماليزيا وسنغافورة إلى فترة حكم سلالة مينغ وتشينغ، حيث ان المجتمعات الصينية المحلية في الخارج لم تتأثر بالثورة الثقافية التي جرت في الصين. في ماليزيا، يعد التشينغمينغ وظيفة أسرية هامة أو عيد عشائري (عادة ما ينظمه اتحاد اللعشيرة الخاص بها). وذلك للاحتفال بالأقارب المتوفى ين مؤخرا وتكريمهم عند مواقع قبورهم والأسلاف القدامى من الصين في المذابح المنزلية، معابد العشيرة أو مذابح مؤقتة في معابد بوذية أو طاوية. ويعتبر مهرجان التشينغمينغ عند الصينيين في الخارج احتفالا عائلي والتزاما أسري في الآن ذاته. فهذا المهرجان بالنسبة لهم هو وقت للتأمل من أجل تكريم وتقديم الشكر إلى أجدادهم. وعادة ما يزور الصينيين في الخارج قبور أقاربهم المتوفى ن مؤخرا في عطلة نهاية الأسبوع الأقرب إلى التاريخ الفعلي للمهرجان. حيث ان حسب التقاليد القديمة، لا يجوز زيارة موقع القبر للتبجل إلا عشرة أيام قبل وبعد مهرجان تشينغ مينغ. وإن لم تكن الزيارة في ميعادها الفعلي، فيحفز عادة التبجيل قبل مهرجان التشينغمينغ. يبدأ مهرجان التشينغمينغ في ماليزيا وسنغافورة عادة في الصباح الباكر من خلال تقديم الاحترام لأسلافهم القدامى من الصين في المذابح المنزلية. ويعقب ذلك زيارة قبور الأقارب في البلاد. ويتبع البعض مفهوم طاعة الوالدين إلى حد زيارة مقابر أسلافهم في الصين القارية نفسها. .تقليديا، تحرق الأسرالنقود المزيفة و الورق الذي يكون على شكل سلع مادية مثل السيارات والمنازل والهواتف ودمى ورقية صغيرة على شكل خدم؛ حيث ان في الثقافة الصينية، لا يزال الناس يعتقدون أن الناس لا تزال بحاجة إلى كل هذه الأشياء في الآخرة. ثم يقوم أفراد العائلة بتناوب السجود امام قبور الأجداد لثلاث إلى تسع مرات (اعتمادًا على التزام العائلة بالقيم التقليدية). ان مراسم الركوع أمام القبر تتم في ترتيب الأقدمية الأبوية داخل الأسرة ذاتها.بعد عبادة السلف في موقع القبر، كانت العائلة بأكملها أو العشيرة بأكملها تتغذى على الطعام والشراب الذي جلبوه للعبادة سواء في الموقع أو في الحدائق المجاورة في الحديقة التذكارية، مما يدل على لم شمل العائلة مع أسلافها..وهناك طقوس أخرى تتعلق بالمهرجان وهي مصارعة الديوك، فضلاً عن كونها متوفرة ضمن ذلك السياق التاريخي والثقافي في كايفنغ ميلينيوم سيتي بارك (حديقة المناظر الطبيعية في ريف مدينة تشينغمينغ)
وغالبا ما تتميز هذه العطلة بالناس الذين يدفعون الاحترام لأولئك الذين يعتبرون أبطالا وطنيا أو أسطوريا، أو تلك الشخصيات الصينية النموذجية الذين لقوا حتفهم في الأحداث التي تعتبر حساسة سياسيا. كانت حادثة تيانانمن (حركة الخامس من أبريل) من الأحداث الكبرى في التاريخ الصيني الذي وقعت في التشينغمينغ. بعد وفاة رئيس الوزراءتشوان لاي في عام 1976، كرمه الآلاف خلال المهرجان لإبداء احترامهم. كما يحترم الكثيرون ضحايا مظاهرات ميدان تيانانمن في عام 1989 وتشاو زيانج.

## في ثقافة الشاي الصينية
تحظى عطلة مهرجان تشينغمينغ بأهمية في ثقافة الشاي الصينية، حيث أن هذا اليوم المحدد يقسم الشاي الأخضر الطازج في تواريخ الانتقاء. الشاي الأخضر المصنوع من الأوراق التي التقطت قبل هذا التاريخ يتم منحه لقب «ما قبل التشينغمينغ» المرموق (清明 前) الذي يحمل علامة سعر أعلى بكثير. إن هذه الأنواع من الشاي هي ثمينة لأنها تحتوي على نكهات أخف وزنا وأقل من تلك التي تم التقاطها بعد المهرجان

## في اللوحة
تعد لوحة تشانغمينغ الشهيرة التي رسمها تشانغ زيدوان لوحة صينية قديمة تصور مشهد مدينة كايفنغ، عاصمة سلالة سونغ خلال مهرجان تشينغمينغ.
牧童遥指杏花村

## في الأدب
وكثيرا ما ذكر تشينغ مينغ في الأدب الصيني. من بين هذه، أشهرها هو قصيدة دو مو (التي تحمل عنوان «تشينغ مينغ»)
| الصينية التقليدية | الصينية المبسطة | بينيين                        | الترجمة الإنجليزية                                               |
| ----------------- | --------------- | ----------------------------- | ---------------------------------------------------------------- |
| 清明時節雨紛紛    | 清明时节雨纷纷  | qīng míng shí jié yǔ fēn fēn  | خلال مهرجان تشينغ مينغ هو المطر مطرا خفيفا                       |
| 路上行人欲斷魂    | 路上行人欲断魂  | lù shàng xíng rén yù duàn hún | كسر القلوب والنفوس من المشيعين على الطرق والمشاة في الحزن والألم |
| 借問酒家何處有    | 借问酒家何处有  | jiè wèn jiǔ jiā hé chù yǒu    | كياسة تستفسر فيها أقرب النبيذ تقع المنازل                        |
| 牧童遙指杏花村    | 牧童遥指杏花村  | mù tóng yáo zhǐ xìng huā cūn  | فقط فتي القطيع يلوح أصابع الاتهام إلى قرية - قرية زهور المشمش .  |

على الرغم من أن التاريخ لا يعد في الوقت الحالي عطلة في فيتنام، فإن مهرجان تشينغمينغ مذكور (تحت اسم Thanh Minh) في القصيدة الملحمية "The Tale of Kieu" (حكاية كيو)، عندما بطل الرواية كيو يلتقي شبح سيدة عجوز ميتة. وصف المشهد خلال هذا المهرجان هو واحد من أفضل المقاطع المعروفة في الأدب الفيتنامي:
| Hán Nôm              | Vietnamese                              | English translation                                 |
| -------------------- | --------------------------------------- | --------------------------------------------------- |
| 𣈜春𡥵燕迻梭，       | Ngày xuân con én đưa thoi               | Swift swallows and spring days were shuttling by;   |
| 韶光𠃩𨔿㐌外𦒹𨑮。   | Thiều quang chín chục đã ngoài sáu mươi | Of ninety radiant ones three score had fled.        |
| 𦹵𡽫撑羡蹎𡗶，       | Cỏ non-xanh tận chân trời               | Young grass spread all its green to heaven's rim;   |
| 梗梨𤽸點沒𢽼񣡢花，    | Cành lê trắng điểm một vài bông hoa     | Some blossoms marked pear branches with white dots. |
| 清明𥪞節𣎃𠀧，       | Thanh Minh trong tiết tháng ba          | Now came the Feast of Light in the third month      |
| 礼羅掃墓，噲羅踏清。 | Lễ là Tảo mộ, hội là Đạp thanh          | With graveyard rites and junkets on the green.      |
| 𧵆賒奴㘃燕񣡢，        | Gần xa nô nức yến oanh                  | As merry pilgrims flocked from near and far,        |
| 姉㛪懺所步行制春。   | Chị em sắm sửa bộ hành chơi xuân        | The sisters and their brother went for a stroll.    |